# Беннгаузен
Беннгаузен (нім. Bennhausen) — громада в Німеччині, розташована в землі Рейнланд-Пфальц. Входить до складу району Доннерсберг. Складова частина об'єднання громад Кірхгаймболанден.
Площа — 1,49 км2. Населення становить 156 ос. (станом на 31 грудня 2020).